# The Incredible Machine (videojuego de 1993)
The Incredible Machine es un videojuego de puzle lanzado en 1993 y es la primera entrega de la serie de videojuegos The Incredible Machine. El objetivo del juego es crear máquinas Rube Goldberg para armar construcciones de objetos de forma compleja para realizar una tarea sencilla como «poner una bola en una caja» o «prender una mezcladora y un ventilador». The Even More Incredible Machine es una versión extendida del juego original lanzada también en 1993; venía con 160 niveles, alrededor del doble de cantidad de niveles del juego original, y con más partes para usar en las construcciones.

## Desarrollo
The Incredible Machine, el primer juego de la serie, iba a ser desarrollado originalmente por Electronic Arts para la Commodore 64 en 1984, pero, en su lugar, Dynamix trabajó en Arcticfox para Amiga, y no comenzarían a trabajar en The Incredible Machine hasta primavera de 1992. Kevin Ryan programó The Incredible Machine en nueve meses, con un presupuesto de $36.000. Las versiones de Macintosh y Windows fueron desarrolladas por Presage Software.

## Recepción
Computer Gaming World aclamó a The Incredible Machine en 1993, afirmando que, si bien los 80 puzles «son la bomba», el modo libre fue la mejor característica del juego; «el niño curioso y juguetón de 10 años volverá a despertar, se le entregará una caja de juguetes digital y correrá libre por el patio de su mente». La revista concluyó que el juego fue «uno de los productos más innovadores y engañosamente adictivos en pasar por aquí en mucho tiempo... una máquina de imaginación bien aceitada con un atractivo muy amplio». En 1993, Dragon le dio al juego 4 de 5 estrellas. Electronic Gaming Monthly le dio a la versión de 3DO 7,25 de 10, diciendo que sus controles son demasiado lentos debido a la falta de soporte de ratón, pero aun así es mejor que la versión de PC gracias a los gráficos y sonidos mejorados.
En 1996, Computer Gaming World llamó a The Incredible Machine el 62.º mejor juego de la historia. Los editores lo resumieron como «un concepto fresco con mucha jugabilidad».
El juego vendió más de 800.000 unidades.

### The Even More Incredible Machine
Scott A. May de Compute! dijo que «The Even More Incredible Machine es una locura divina – un juego de arcade encantadoramente adictivo y muy inteligente que no deberían perderse».
PC Zone dijo que «The Even More Incredible Machine es adictivo y desafiante. Asimismo, es lo suficientemente flexible para durar. Sin embargo, el verdadero puzle está reservado para los vendedores, que deberán averiguar cómo apilar las cajas con forma extraña en sus estanterías».
T. Liam McDonald de Game Players PC Entertainment dijo que «si eres un fan de los puzles que no ha probado el original, definitivamente querrás explorar el alocado mundo de The Even More Incredible Machine».
Stephen Kent de CD-ROM Today dijo: «Este juego no te traerá de vuelta a tus años de descubrimientos asombrosos de tu infancia, pero es un divertido regreso a las máquinas que a menudo funcionan solamente en la mente de un niño».
Ed Dille de Computer Gaming World dijo en 1993 que «The Even More Incredible Machine está a la altura de las circunstancias, sobrepasando al original en términos de valor de juego, por no decir su presentación».

### Premios
The Incredible Machine fue nominado en la Game Developers Conference de 1993, y ganó varios premios gracias a su estilo innovador y sus capacidades de simulación.
The Incredible Machine para iPad/iPhone también ganó como el mejor juego de iPhone/iPad y fue nominado al mejor juego de puzle en la E3 por IGN.